# ستانيسلاف كراسي
ستانيسلاف كراسي (مواليد 8 نوفمبر 1946) هو لاعب كرة قدم. يلعب مع منتخب يوغوسلافيا لكرة القدم. سبق له أن لعب في كأس العالم لكرة القدم مع منتخب بلاده.

## روابط خارجية
- ستانيسلاف كراسي على موقع الاتحاد الدولي (مؤرشف)  (الإنجليزية)
- ستانيسلاف كراسي على موقع اتحاد تركيا (مدرب) (الإنجليزية)
- ستانيسلاف كراسي على موقع قاعدة بيانات كرة القدم.إي يو (الإنجليزية)
- ستانيسلاف كراسي على موقع ناشيونال فوتبول تيمز (الإنجليزية)
- ستانيسلاف كراسي على موقع Soccerway.com (الإنجليزية)
- ستانيسلاف كراسي على موقع عالم كرة القدم.نت (الإنجليزية)